# Plopsaland Belgium
Koordinaten: 51° 4′ 51″ N, 2° 35′ 55″ O
Plopsaland Belgium ist ein Themen- und Vergnügungspark in De Panne an der westflämischen Küste nahe der französischen Grenze. Die Kusttram hat eine Haltestation vor dem Eingang. Der Park wurde am 20. April 2000 eröffnet. Zuvor (von 1935 bis 1999) hieß der Park „Meli-Park“ und anschließend bis 2025 „Plopsaland De Panne“. Der Park wurde benannt nach den Standorten der Kinderprogramme Kabouter Plop und Samson en Gert von Studio 100.
Plopsaland Belgium bietet vor allem Familien-Attraktionen an: Dark Rides wie Het Bos Van Plop, de Ploptuin und De Draak oder einige Fahrgeschäfte. Diese sehen meistens aus, wie die in den Fernsehprogrammen von Studio 100. In Plopsaland Belgium werden die Kinderserien aufgenommen. Andere Attraktionen sind beispielsweise der Zug, der Streichelzoo und das Karussell.

## Geschichte

### Meli Park
Der Meli-Park wurde im Sommer 1935 von Alberic-Joseph Florizoone, einem Honigproduzenten, gegründet. Im ganzen Park werden die Bienen und die Imkerei thematisiert. Ab etwa 1990 verlor der Meli-Park allmählich sein Image und seine Besucher. Daher verkauften die „Florizoones“ den Park an Studio 100. Noch heute gibt es in einigen Geschäften des Parks Meli-Produkte zu kaufen.

### Plopsaland De Panne
Plopsaland De Panne öffnete seine Tore am 20. April 2000. Alle Attraktionen sind nach einer der Seifenopern, Kinderserien oder der Musikgruppe des Studios thematisiert. Es gibt Attraktionen unter anderem von Kabouter Plop, Samson en Gert und Big en Betsy.
2006 eröffnete Plopsaland De Panne drei neue Attraktionen: SuperSplash, SpringFlyer und das K3-Museum. 2007 erneuerte man die Kabouter-Plop-Zone mit zwei neuen Attraktionen. 2009 entstand die neue Achterbahn Anubis: The Ride.
Im Sommer 2011 wurde das neue Biene Maja Land eröffnet.

## Parkstruktur
Der Park ist in mehrere Teile bzw. Zonen aufgeteilt:
- Eingangsbereich
- Kobold Plop-Garten
- Burgzone
- Piratenbereich
- „Anubiszone“
- Wizzy und Woppy-Zone
- „Hüpf-Bereich“
- Big und Betsy-Bauernhof
- Der Festplatz von Samson und Gert

Der Park verfügt über fünf Achterbahnen ohne Überschläge und zwei Achterbahnen mit Inversionen. (Anubis: The Ride mit drei Überschlägen und einem Katapultstart, der von 0 auf 90 km/h in weniger als zwei Sekunden beschleunigt und The Ride to Happiness mit einer Heartline-Roll, einer Banana-Roll, einem Looping, einer Zero-g-Roll und einem Step-Up Under-Flip). Die Achterbahn „Dongo’s race“ (in der Wizzy & Woppy-Zone) ist die älteste in Belgien und wurde 1976 erbaut. Die „SuperSplash“ (eine Wasserbahn) wurde 2006 erbaut.

## Attraktionen

### Achterbahnen
| Name                  | Typ                                | Bemerkung | Baujahr | Eröffnung |
| --------------------- | ---------------------------------- | --- | ------- | --------- |
| #LikeMe Coaster       | Zierer Large Tivoli Coaster        | Der komplette Track wurde zur Saison 2014 ausgetauscht und gegen fabrikneue Schienen ersetzt                                    | 1976    | 1976      |
| Anubis: The Ride      | Gerstlauer Launched Coaster        | Zweiter Launched Coaster von Gerstlauer                                                                                         | 2009    | 2009      |
| Draconis              | Mack Rides Powered Coaster         | | 2004    | 2004      |
| Heidi The Ride        | GCI Holzachterbahn                 | Eröffnung für 2016 geplant, später verschoben                                                                                   | 2017    | 2017      |
| K3 Roller Skater      | Vekoma Junior Coaster              | Bis 2018 Rollerskater. Die Thematisierung der Bahn bezieht sich auf die gleichnamige Band und die Fernsehserie K3 Roller Disco. | 1990    | 1990      |
| The Ride to Happiness | Mack Rides Xtreme Spinning Coaster | | 2021    | 2021      |

#### Ehemalige Achterbahnen
| Name          | Typ                                   | Hersteller       | Eröffnungsjahr | Schließungsjahr  |
| ------------- | ------------------------------------- | ---------------- | -------------- | ---------------- |
| Crazy Coaster | Spinning Coaster, Wilde Maus          | Reverchon        | 2009           | 2010             |
| Jubilé        | Zyklon                                | Pinfari          | 1995           | 2000             |
| Jumbo 5       | Stahlachterbahn ohne Inversionen      | Schwarzkopf GmbH | 1983 oder 1984 | 1984 oder später |
| Racing        | Stahlachterbahn ohne Inversionen      | Zierer Rides     | 1980er Jahre   | 1990er Jahre     |
| Vleermuis     | Suspended Coaster, Familienachterbahn | Caripro          | 2000           | 2018             |

### Wasserbahnen
| Name                | Typ                               | Bemerkung | Baujahr | Eröffnung |
| ------------------- | --------------------------------- | --------- | ------- | --------- |
| Wickie The Battle   | Mack Rides Interactive Water Ride |           | 2012    | 2013      |
| Waterfietsen        | Tretboote                         |           |         |           |
| SuperSplash         | Mack Rides Water Coaster          |           | 2005    | 2006      |
| Het Bos van Plop    | Water Dark Ride                   |           | 1972    | 1972      |
| DinoSplash          | Mack Rides Log Flume              |           | 1988    | 1989      |
| Kaatje zoekt Eendje | Mack Rides Rundbootfahrt          |           | 1999    | 2000      |

### Weitere Attraktionen (Auswahl)
- Der schwingende Baum
- Die fallenden Blätter
- ROX-Flyer
- Die Kaffeetassen
- Balloon Race
- Das Piratenboot
- Die Frösche

## Bildergalerie

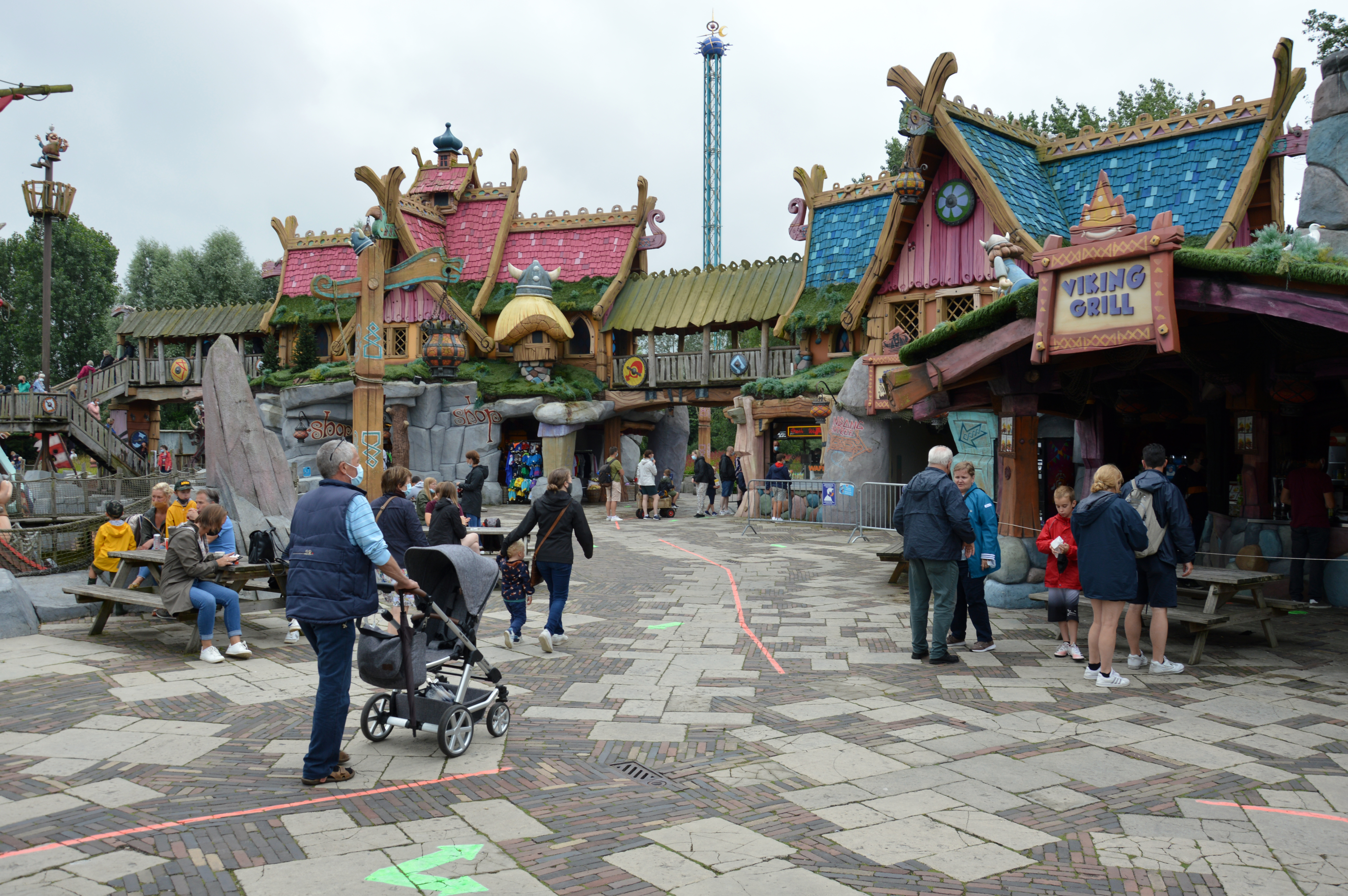
Wickieland
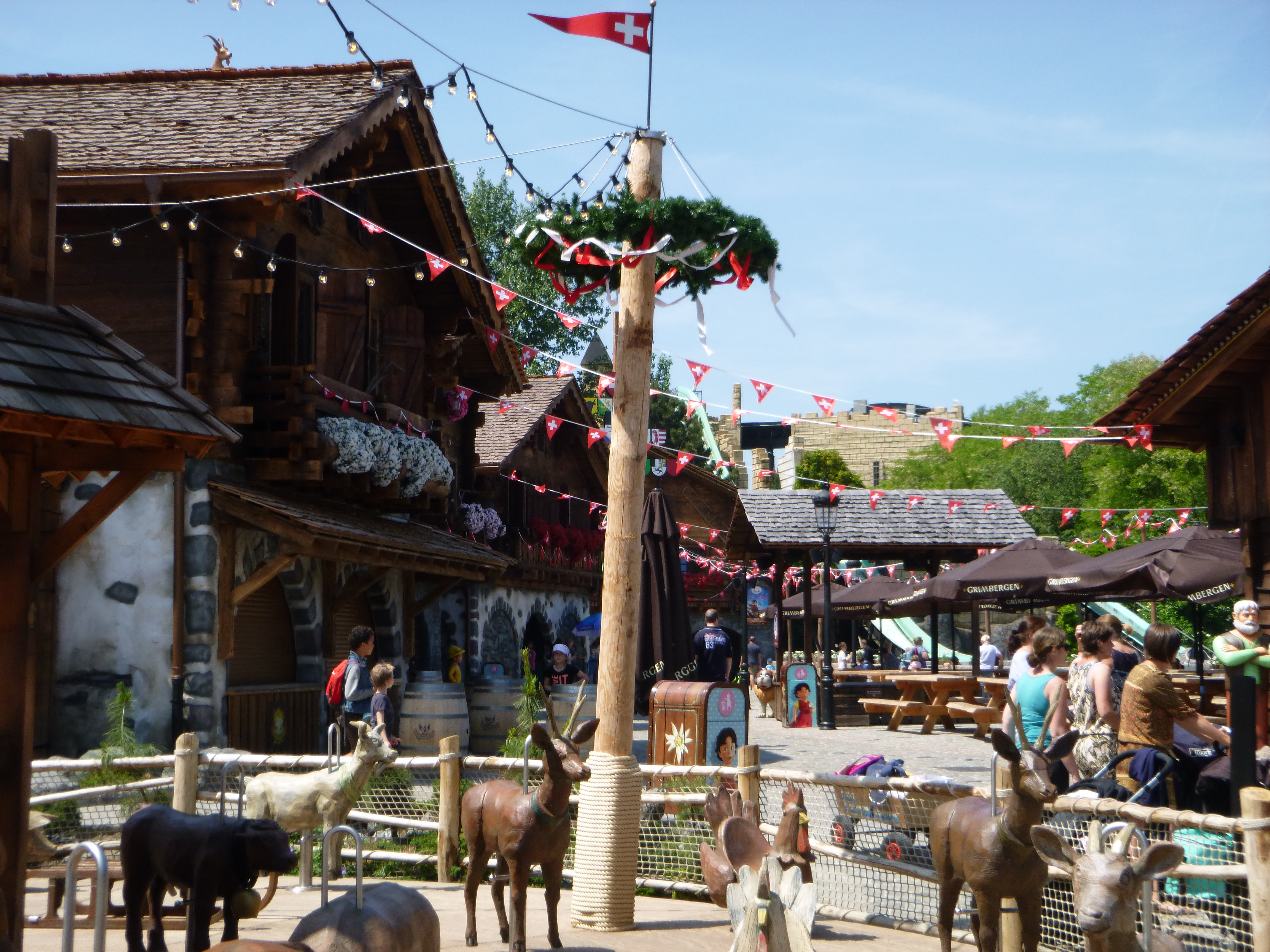
Heidiland
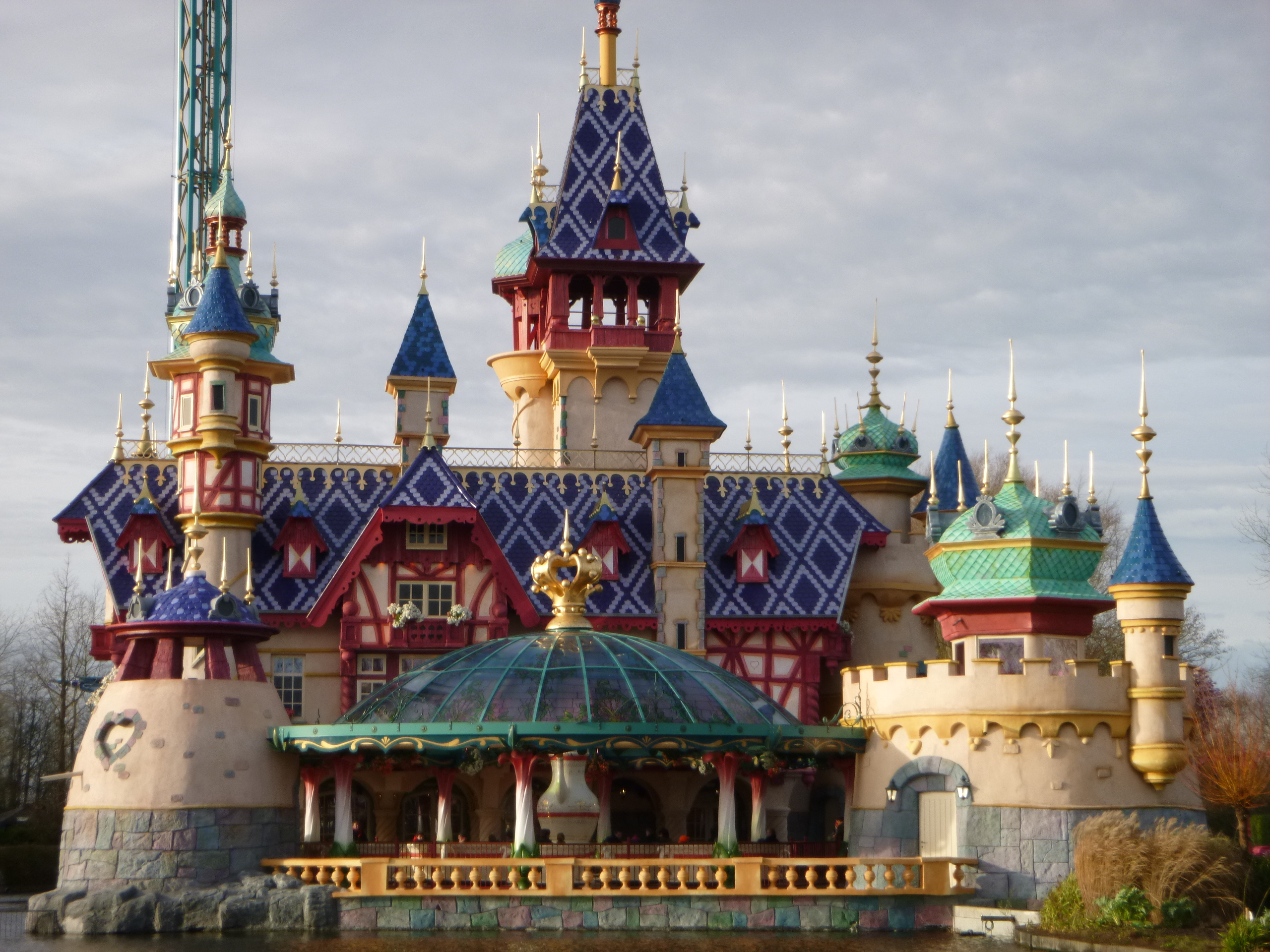
Château Prinsessia
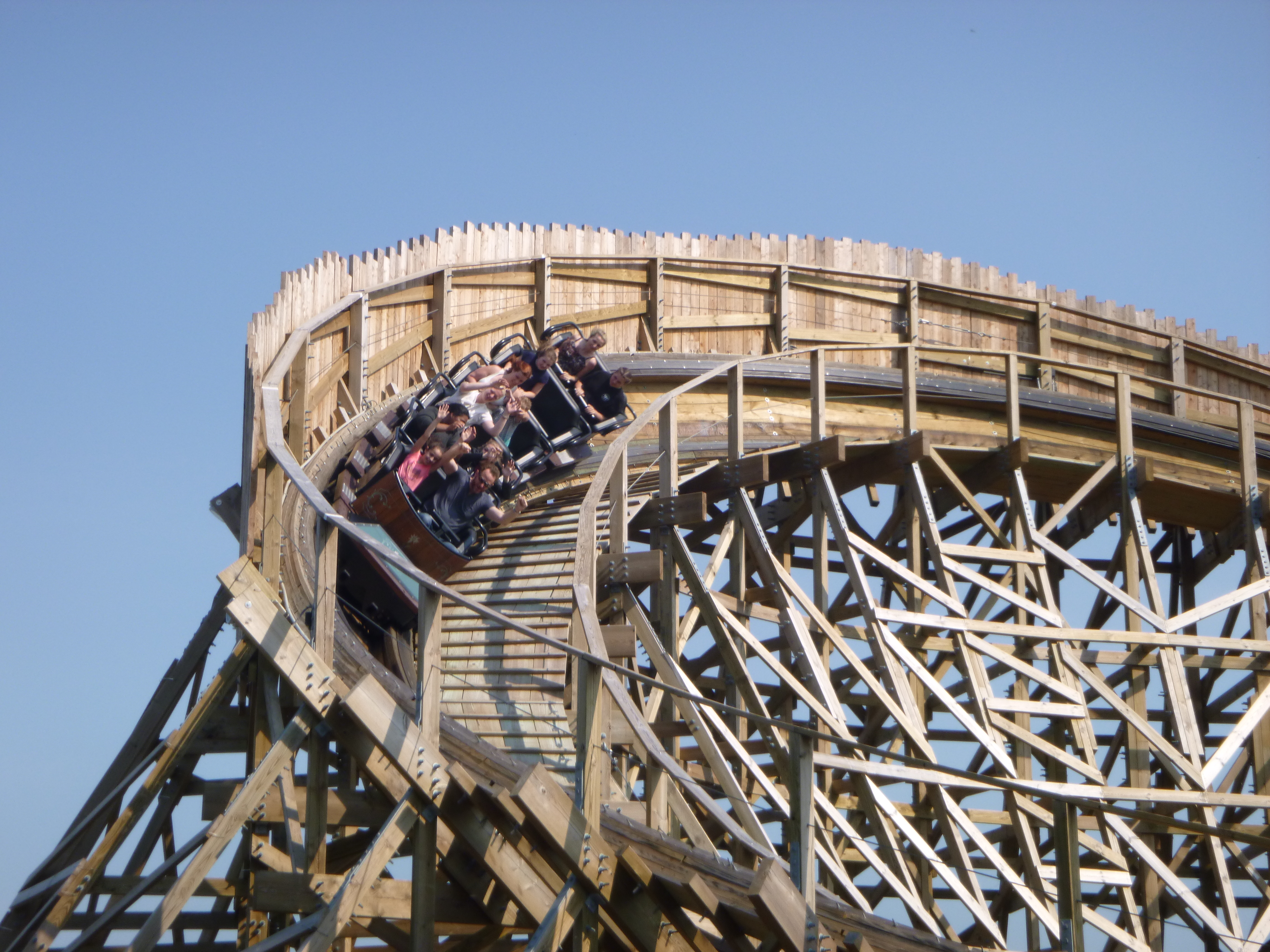
Heidi The Ride
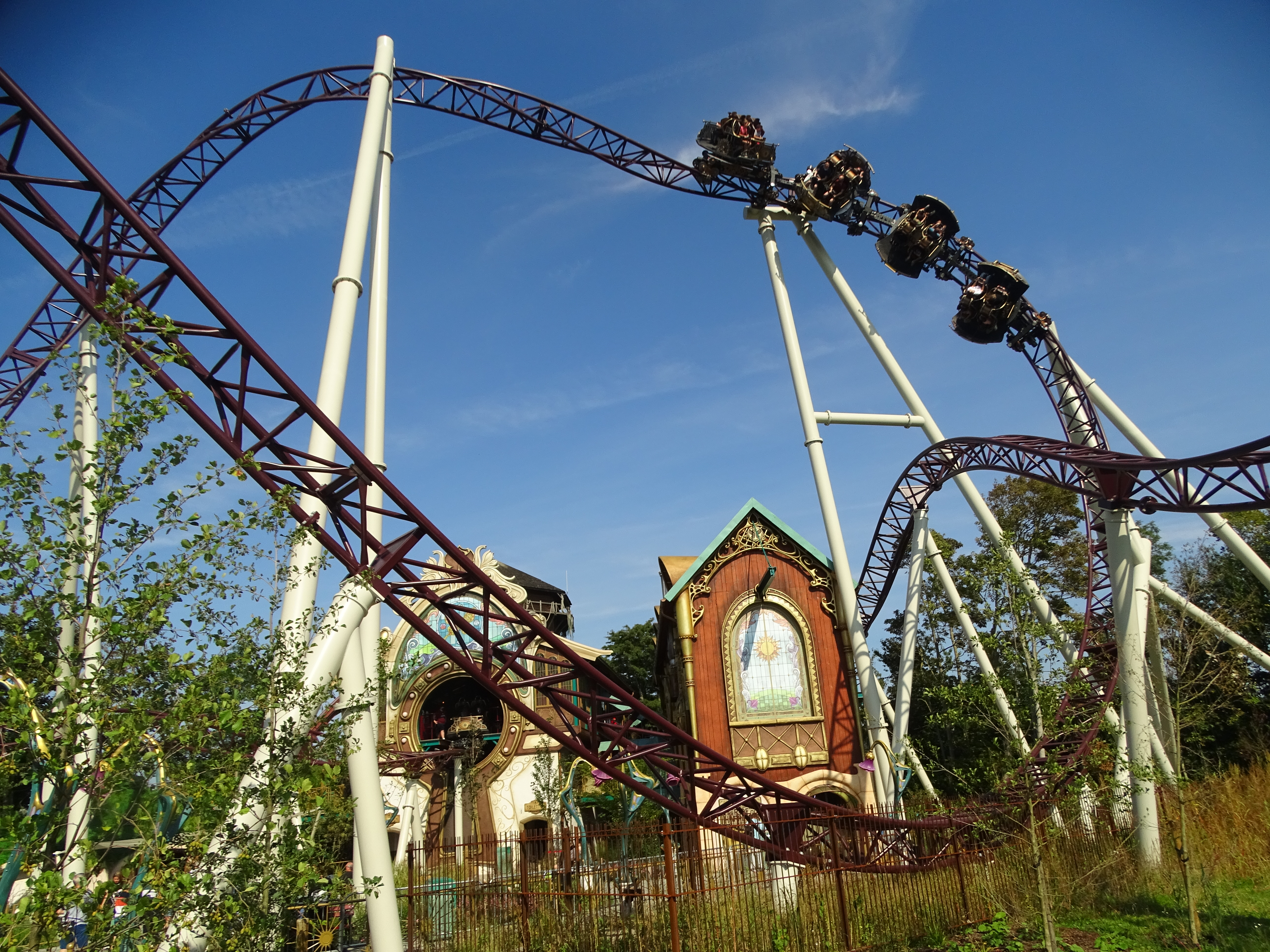
The Ride to Happiness
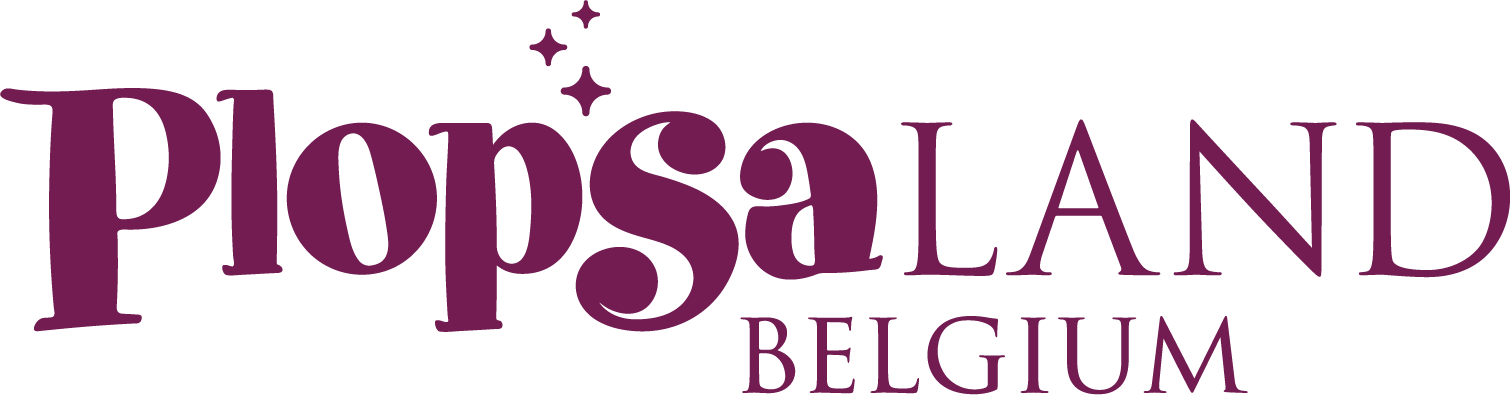
Das aktuelle Logo des Plopsaland Belgium